# Svarttjärnen (Jokkmokks socken, Lappland, 735662-170474)
Svarttjärnen är en sjö i Jokkmokks kommun i Lappland och ingår i Luleälvens huvudavrinningsområde.